# Emzarios Bedinidis
Emzarios Bedinidis (auch: Betinidis, griechisch Εμζάριος Μπε(ν)τινίδης, eigentlich georgisch ემზარ ბედინეიშვილი, Emzar Bedineischwili; * 16. August 1975 in Tiflis) ist ein ehemaliger georgischer bzw. griechischer Ringer. Er war Europameister 2000 im freien Stil im Leichtgewicht und dreifacher Olympiateilnehmer.

## Werdegang
Emzarios Bentinidis wurde in Tiflis als Emzar Bedineischwili geboren. Unter seinem Geburtsnamen begann er als Jugendlicher 1989 in Tiflis mit dem Ringen. Er konzentrierte sich dabei auf den freien Stil. Sein Trainer war dort Tengiz Gambaschidse.
Seine internationale Laufbahn begann 1995. Er startete bis einschließlich 2001 für Georgien. Danach ging er nach Griechenland, nahm den Namen Emzarios Bentinidis an und rang nach einer zweijährigen Sperre ab 2004 für dieses Land bei internationalen Meisterschaften. Trainiert wurde er dort von Georgios Athanasiadis und Panagiotis Koutsabakis. Seinen Lebensunterhalt bestritt Emzarios Bentinidis durch das Ringen. Er war bzw. ist auch in der deutschen Bundesliga tätig und rang für den VfK Schifferstadt und für den KSV Aalen, für den er 2009 auf die Matte ging.
Bei seinem ersten Start bei einer internationalen Meisterschaft, der Junioren-Weltmeisterschaft in Teheran, verpasste er in der Gewichtsklasse bis 60 kg Körpergewicht mit einem 4. Platz knapp eine Medaille. Bei den Senioren startete er 1996 bei der Europameisterschaft in Budapest, kam dort aber im Leichtgewicht nur auf den 9. Platz. Auch bei der Europameisterschaft 1997 in Warschau erreichte er im Leichtgewicht diesen Platz. Er verlor dabei gegen Adam Saitijew aus Russland und Sasa Sasirow aus der Ukraine, kam aber u. a. zu einem Sieg über Andreas Zabel aus Deutschland. Bei den Weltmeisterschaften 1996 und 1997 wurde er vom georgischen Ringerverband, der eine große Auswahl an hervorragenden Athleten hatte, nicht eingesetzt.
Bei der Europameisterschaft 1998 in Bratislava bestritt Emzar Bedineischwili im Leichtgewicht eine Reihe guter Kämpfen und kam zu vier Siegen. In den entscheidenden Kämpfen um eine Medaille musste er aber Niederlagen gegen Sasa Sasirow und Welichan Alachwerdijew aus Russland hinnehmen und erreichte damit wieder nur den medaillenlosen 4. Platz. Bei der Weltmeisterschaft dieses Jahres in Teheran kam er wieder zu vier Siegen. Niederlagen gegen Igor Kupejew aus Usbekistan und Daniel Igali aus Kanada warfen ihn aber auf den 6. Platz zurück.
Bei der Europameisterschaft 1999 in Minsk kam er dann zu seinem ersten Medaillengewinn. Er siegte im Leichtgewicht über Juha Lappalainen aus Finnland, Mario Hartmann aus Österreich und Janos Forizs aus Ungarn, ehe er im Halbfinale gegen Welichan Alachwerdijew verlor. Mit einem Sieg über Sergei Demtschenko aus Belarus erkämpfte er sich dann aber eine EM-Bronzemedaille. Im gleichen Jahr startete er auch bei der CISM-Militär-Weltmeisterschaft in Zagreb im Weltergewicht und traf dabei im Endkampf erstmals auf den russischen Ausnahmeringer Buwaissar Saitijew, gegen den er nach Punkten verlor. Sehr gut schnitt er dann auch noch bei der Weltmeisterschaft 1999 in Ankara im Leichtgewicht ab. Er besiegte dort vier schwere Gegner, Sergei Demtschenko, Yüksel Sanli aus der Türkei, Jens Gündling aus Deutschland und Yosvany Sánchez Larrudet aus Kuba, ehe er im Halbfinale gegen Daniel Igali verlor. Im Kampf um die WM-Bronzemedaille musste er noch einmal gegen Yüksel Sanli, den er in der Vorrunde mit 11:1 technischen Punkten geschlagen hatte, antreten und verlor diesen Kampf etwas demotiviert mit 0:3 technischen Punkten. Er wurde damit Vierter.
Bei der Europameisterschaft des Jahres 2000 in Budapest gelang Emzaris Bedineschwili dann endlich ein Titelgewinn. Er besiegte im Leichtgewicht Roman Motrovich aus der Ukraine, Ischak Bosijew aus Russland, Ahmet Gülhan aus der Türkei, Nikolai Paslar aus Bulgarien und Sergei Demtschenko und wurde damit Europameister. Als Mitfavorit trat er deshalb bei den Olympischen Spielen in Sydney an. Umso enttäuschender verliefen diese Spiele aber für ihn, denn er verlor gegen Amir Tavakolian aus dem Iran und gegen seinen Angstgegner Daniel Igali, schied deshalb schon nach der 2. Runde aus und landete nur auf dem 17. Platz.
Nach Überwindung dieses Schocks ging er im Jahre 2001 bei der Weltmeisterschaft in Sofia letztmals für Georgien an den Start. Nach drei siegreichen Kämpfen scheiterte er dort an dem Einheimischen Nikolai Paslar und kam im Leichtgewicht auf den 6. Platz.
Nach dem Wechsel nach Griechenland und der zweijährigen Sperre startete er im Jahre 2004 erstmals unter dem Namen Emzarios Bentinidis bei der Europameisterschaft in Ankara. Er kam dabei im Weltergewicht mit Siegen über Semih Arslan aus Belgien, Alexander Leipold aus Deutschland und Nikolai Paslar in das Halbfinale, in dem er gegen Ruslan Kokajew aus Russland verlor. Den Kampf um den 3. Platz gewann er gegen Krystian Brzozowski aus Polen.
Bei den Olympischen Spielen 2004 in Athen hatte er dann allerdings kein Losglück. Er gewann in der ersten Runde zwar gegen den zweifachen Europameister Árpád Ritter aus Ungarn nach Punkten, verlor dann aber gegen Buwaissar Saitijew und belegte dadurch nur den 10. Platz.
Auch 2006 lieferte Emzarios Bentinidis sowohl bei der Europameisterschaft in Moskau als auch bei der Weltmeisterschaft in Guangzhou gute Kämpfe. Er besiegte u. a. wiederum Nikolai Paslar, Peter Weisenberger aus Deutschland und den starken Chinesen Si Riguleng. Geschlagen wurde er in Moskau von Buwaissar Saitijew und in Guangzhou von Murad Gaidarow aus Belarus. Er belegte deshalb bei beiden Meisterschaften den 7. Platz.
Bei der Europameisterschaft 2007 in Sofia gewann er im Weltergewicht seine nächste Medaille. Er siegte dort u. a. über den ehemaligen Vize-Weltmeister Ibragim Aldatow aus der Ukraine, Krystian Brzozowski aus Polen u. Ruslan Kokajew aus Russland. Einen Titelgewinn verhinderte seine Niederlage im Halbfinale gegen Gela Saghiraschwili aus Georgien. Nicht ganz so erfolgreich verliefen die Weltmeisterschaften 2007 in Baku für ihn. Er verlor dort im Viertelfinale gegen Tschamsulwara Tschamsulwarajew aus Aserbaidschan. Da dieser nicht den Endkampf erreichte, schied er aus und belegte den 10. Platz.
Auch in seinem letzten Wettkampfjahr 2008 blieb er bei den internationalen Meisterschaften nicht ohne Medaille. Er erkämpfte sich bei der Europameisterschaft in Tampere erneut eine EM-Bronzemedaille. Nach einer Niederlage im Halbfinale gegen Murad Gaidarow aus der Ukraine brachte ihm ein Sieg über Krystian Brzozowski diese Medaille. Bei seiner dritten Teilnahme an Olympischen Spielen blieb er dann in Peking wiederum ohne Medaille. Nach einem gewonnenen Kampf gegen Matthew Gentry aus Kanada verlor er gegen Soslan Tigijew aus Usbekistan und Ştefan Gheorghiţă aus Rumänien und kam damit nur auf den 9. Platz.

## Internationale Erfolge
| Jahr | Platz | Wettbewerb                                  | Gewichtsklasse | |
| 1995 | 4.    | Junioren-WM in Teheran                      | bis 60 kg KG   | hinter Yosvany Sánchez Larrudet, Kuba, Islam Matwijew, Russland u. Ruslan Welijew, Kasachstan |
| 1996 | 9.    | EM in Budapest                              | Leicht         | Sieger: Wadim Bogijew, Russland vor Araik Geworgjan, Armenien u. Sasa Sasirow, Ukraine |
| 1996 | 4.    | Großer Preis von Deutschland in Leipzig     | Welter         | hinter Yosvany Sánchez Larrudet, Sihamir Osmanow, Russland u. Fatih Özbaş, Türkei, vor Yüksel Sanli, Türkei u. Endre Elekes, Ungarn |
| 1997 | 9.    | EM in Warschau                              | Leicht         | nach Sieg über Adrian Recorean, Rumänien, Niederlage gegen Adam Saitijew, Russland, Sieg über Andreas Zabel, Deutschland u. Niederlage gegen Sasa Sasirow                                                                                          |
| 1998 | 4.    | EM in Bratislava                            | Leicht         | nach Niederlage gegen Sasa Sasirow, Siegen über Mario Hartmann, Österreich, Ludovit Vavrinec, Slowakei, Ivan Diaconu, Rumänien, Janos Forizs, Ungarn u. Mehmet Ahmet Edjevit, Bulgarien u. einer Niederlage gegen Welichan Alachwerdijew, Russland |
| 1998 | 6.    | WM in Teheran                               | Leicht         | mit Sieg über Boldsukh Adiyahuu, Mongolei, Niederlage gegen Igor Kupejew, Russland, Siegen über Mariusz Dabrowski, Polen, Ruslan Walijew, Kasachstan u. Christian Feyer, Schweiz u. einer Niederlage gegen Daniel Igali, Kanada                    |
| 1999 | 3.    | EM in Minsk                                 | Leicht         | mit Siegen über Juha Lappalainen, Finnland, Mario Hartmann, Österreich u. Janos Forizs, einer Niederlage gegen Welichan Alachwerdijew u. einem Sieg über Sergei Demtschenko, Belarus                                                               |
| 1999 | 2.    | CISM-Militär-WM in Zagreb                   | Welter         | hinter Buwaissar Saitijew, Russland, vor Elchad Alachwerdijew, Aserbaidschan, Alik Musajew, Ukraine u. Radoslaw Horbik, Polen |
| 1999 | 4.    | WM in Ankara                                | Leicht         | mit Siegen über Takahira Wada, Japan, Sergei Demtschenko, Yüksel Sanli, Türkei, Jens Gündling, Deutschland u. Yosvany Sánchez Larrudet u. Niederlagen gegen Daniel Igali u. Yüksel Sanli                                                           |
| 2000 | 1.    | EM in Budapest                              | Leicht         | mit Siegen über Roman Motrovich, Ukraine, Ischak Bosijew, Russland, Ahmet Gülhan, Türkei, Nikolai Paslar, Bulgarien u. Sergei Demtschenko |
| 2000 | 17.   | OS in Sydney                                | Leicht         | nach Niederlagen gegen Amir Tavakolian, Iran u. Daniel Igali |
| 2001 | 6.    | WM in Sofia                                 | Leicht         | mit Siegen über Sahid Mirzajew, Iran, Sebastien Bourdin, Frankreich u. Gotcha Papaschwili, Niederlande u. einer Niederlage gegen Nikolai Paslar |
| 2004 | 3.    | EM in Ankara                                | Welter         | mit Siegen über Semih Arslan, Belgien, Alexander Leipold, Deutschland u. Nikolai Paslar, einer Niederlage gegen Ruslan Kokajew, Russland u. einem Sieg über Krystian Brzozowski, Polen                                                             |
| 2004 | 10.   | OS in Athen                                 | Welter         | nach einem Sieg über Árpád Ritter, Ungarn u. einer Niederlage gegen Buwaissar Saitijew |
| 2005 | 3.    | "Dan-Kolow"-Memorial in Sofia               | Welter         | hinter Nikolai Paslar u. Mehdi Mansouri, Iran |
| 2006 | 7.    | EM in Moskau                                | Welter         | mit Siegen über Oleg Belozerkowski, Ukraine u. Nikolai Paslar u. Niederlagen gegen Buwaissar Saitijew u. Krystian Brzozowski |
| 2006 | 7.    | WM in Guangzhou                             | Welter         | mit Siegen über Peter Weisenberger, Deutschland, Janis Leisavnieks, Lettland u. Si Riguleng, China u. einer Niederlage gegen Murad Gaidarow, Belarus                                                                                               |
| 2007 | 1.    | "Yasar-Dogu"-Memorial in Ankara             | Welter         | vor Ayhan Sucu u. Ahmet Gülhan, bde. Türkei, Georgi Marsagischwili, Georgien u. Abdullah Cakmak, Türkei |
| 2007 | 3.    | EM in Sofia                                 | Welter         | mit Siegen über Marco Riesen, Schweiz u. Ibragim Aldatow, Ukraine, Niederlage geen Gela Saghiraschwili, Georgien u. Siegen über Krystian Brzozowski u. Ruslan Kokajew                                                                              |
| 2007 | 10.   | WM in Baku                                  | Welter         | mit Siegen über Eamon Dorgan, Irland u. Ali Abdo, Australien u. einer Niederlage gegen Tschamsulwara Tschamsulwarajew, Aserbaidschan |
| 2008 | 3.    | EM in Tampere                               | Welter         | mit Sieg über Ştefan Gheorghiţă, Rumänien, Niederlage gegen Murad Gaidarow u. Siegen über Antans Azarevics, Lettland u. Krystian Brzozowski |
| 2008 | 5.    | Olympia-Qualif.-Turnier in Martigny/Schweiz | Welter         | hinter Soslan Tigijew, Usbekistan, Ashgar Ali Bazrighaleh, Iran, Krystian Brzozowski u. Kiril Tersiew, Bulgarien |
| 2008 | 3.    | Olympia-Qualif.-Turnier in Warschau         | Welter         | hinter Arsen Gitinow, Kirgisistan u. Ahmet Gülhan, Türkei |
| 2008 | 9.    | OS in Peking                                | Welter         | mit einem Sieg über Matthew Gentry, Kanada u. Niederlagen gegen Soslan Tigijew u. Ştefan Gheorghiţă |

Anm.: alle Wettbewerbe im Freistil, OS = Olympische Spiele, WM = Weltmeisterschaft, EM = Europameisterschaft, Leichtgewicht, bis 1996 bis 68 kg, von 1997 bis 2001 bis 69 kg, seit 2002 bis 66 kg Körpergewicht, Weltergewicht, von 1997 bis 2001 bis 76 kg, seit 2002 bis 74 kg Körpergewicht